# Форцень
Форцень, Форцені (рум. Forțeni) — село у повіті Харгіта в Румунії. Входить до складу комуни Фелічень.
Село розташоване на відстані 218 км на північ від Бухареста, 44 км на захід від М'єркуря-Чука, 135 км на схід від Клуж-Напоки, 78 км на північ від Брашова.

## Населення
За даними перепису населення 2002 року у селі проживали 390 осіб, усі — угорці. Усі жителі села рідною мовою назвали угорську.